# Fernão (São Paulo)
Fernão é um município brasileiro do estado de São Paulo. Sua população estimada em 2022 era de 1.656 habitantes, segundo o IBGE.

## História

### Formação territorial-administrativa
Histórico da formação do município:
- Fundação do Patrimônio de Nossa Senhora Aparecida das Antas por Manoel Salustiano Cavalcanti e Amadeu Batista, em 08/12/1925.[8]
- Distrito de Paz de "Fernão Dias", no município de Gália, na comarca de Piratininga, criado pela Lei nº 2.311, de 15/12/1928.
- Denominação alterada para "Fernão" pelo Decreto-Lei nº 14.334, de 30/11/1944.
- Município criado pela Lei nº 9.330, de 27/12/1995.

## Geografia
Localiza-se a uma latitude 22º21'31" sul e a uma longitude 49º31'15" oeste, estando a uma altitude de 558 metros. Possui uma área de 100,504 km². 

### Hidrografia
- Ribeirão das Antas

### Rodovias
- SP-294

## Demografia

### População
| Crescimento populacional                             | Crescimento populacional | Crescimento populacional | Crescimento populacional |
| Ano                                                  | População Total          |                          | %±                       |
| ---------------------------------------------------- | ------------------------ | ------------------------ | ------------------------ |
| 2000                                                 | 1 432                    |                          | —                        |
| 2010                                                 | 1 563                    |                          | 9,1%                     |
| 2022                                                 | 1 656                    |                          | 6,0%                     |
| Est. 2024                                            | 1 689                    | [ 9 ]                    | 2,0%                     |
| Fontes: Censos Demográficos IBGE e Estimativas SEADE |                          |                          |                          |

### Dados demográficos
Dados do Censo - 2000
População Total: 1.432
- Urbana: 677
- Rural: 755
- Homens: 738
- Mulheres: 694

Densidade demográfica (hab./km²): 16,48
Mortalidade infantil até 1 ano (por mil): 18,51
Expectativa de vida (anos): 69,87
Taxa de fecundidade (filhos por mulher): 2,74
Taxa de Alfabetização: 86,71%
Índice de Desenvolvimento Humano (IDH-M): 0,748
- IDH-M Renda: 0,670
- IDH-M Longevidade: 0,748
- IDH-M Educação: 0,825

(Fonte: IPEADATA)

## Política e administração
- Prefeito: Eber Rogério Assis (2025/2028);
- Vice-Prefeito: Luiz Alfredo Leardini (2025/2028);
- Vereadores:

1. Daniel Ferratto (PP)
2. Donizete Fernandes da Silva (PODE)
3. Gerônimo Rodrigues dos Santos (PL)
4. José Cláudio Rocha (PSD)
5. Josiel Candido Negrão (PSD)
6. Karina Fanton Tanganelli (PODE)
7. Leonardo Inacio (PL)
8. Samuel Batista Pastri (PL)
9. Vanderlei Cardoso (Republicanos)

## Infraestrutura

### Comunicações
O sistema de telefones automáticos, assim como o sistema de discagem direta à distância (DDD) com o código de área (0142), foram implantados pela Telecomunicações de São Paulo (TELESP).
Na década de 1990 o código DDD da cidade foi alterado para (014), para padronização do sistema telefônico com a telefonia celular que estava sendo implantada em todo o estado.

### Saúde
Fernão não possui hospital próprio; os acidentados, doentes e enfermos são enviados ao Hospital São Vicente de Paulo, administrado pela Irmandade Beneficente São José, do município vizinho de Gália.

## Religião
O Cristianismo se faz presente na cidade da seguinte forma:

### Igreja Católica
A população de Fernão é de maioria Católica Romana - 1 010 pessoas segundo o Censo de 2010.
No município existem a Capela Nossa Senhora Aparecida (Centro), a Capela Sagrada Família (CAIC) e a Capela São Paulo Apóstolo (Barra Bonita), todas subordinadas à Paróquia São José de Gália, cujo atual pároco é o Pe. Márcio José Cattache.
A Paróquia pertencente à Diocese de Bauru, que tem como bispo Dom Frei Rubens Sevilha, OCD.

### Igrejas Evangélicas
Entre as igrejas protestantes históricas, pentecostais e neopentecostais, encontram-se na cidade:
- Assembleia de Deus Ministério do Belém.[21][22]
- Congregação Cristã no Brasil.[23]